# Пољице Чичево (Требиње)
Пољице Чичево је насељено мјесто у граду Требиње, Република Српска, БиХ. Према подацима пописa становништва из 1991. у насељу cy живјелa 32 становника.

## Становништво
| Демографија | Демографија | Демографија |
| Година      | Становника  | Становника  |
| ----------- | ----------- | ----------- |
| 1991.       | 32          |             |